# Don Freeland
Don Freeland (ur. 25 marca 1925 w Los Angeles, zm. 2 listopada 2007 w San Diego) – amerykański kierowca wyścigowy wyścigów Indianapolis 500 w latach 1953–1960, zaliczanych do klasyfikacji Formuły 1. Jeździł w bolidzie zespołów Phillips, Kurtis Kraft, A.J. Watson. Jego największym osiągnięciem jest 3 pozycja w sezonie 1956.